# オットー5世 (ブラウンシュヴァイク＝リューネブルク公)
オットー5世（ドイツ語：Otto V., 1439年 - 1471年1月9日）は、ブラウンシュヴァイク＝リューネブルク公およびリューネブルク侯（在位：1457年 - 1471年）。勝利公（der Siegreiche）または高潔公（der Großmütige）といわれる。兄ベルンハルト2世が1464年に死去するまで、ベルンハルト2世と領地を共同統治した。

## 生涯
オットー5世はブラウンシュヴァイク＝リューネブルク公フリードリヒ2世とブランデンブルク選帝侯フリードリヒ1世の娘マグダレーナの間の息子である。1464年に兄ベルンハルト2世が嗣子なく死去した後、オットー5世はリューネブルク侯領を継承した。オットーはリューネブルク侯領内の修道院に対して修道院改革を行った。オットーはヴィーンハウゼン修道院に入り、修道院にふさわしくない宝物を移動させ、修道院長を「すでに改革が行われた修道院再教育を受けさせるために」送った。言い伝えによると、1471年にオットーはツェレで行われた馬上槍試合において死去したという。今日、オットーが事故死したとされる場所には馬蹄が埋め込まれている。

## 子女
1467年、オットーはアンナ・フォン・ナッサウ＝ディレンブルクと結婚し、以下の子女をもうけた。
- ヴィルヘルム（? - 1480年）
- ハインリヒ1世（1468年 - 1532年）